# Opponent
Opponent (lat. opponere: entgegensetzen, einwenden) ist die Bezeichnung für einen Argumentationsgegner. Der Ausdruck wird in einem Promotionsverfahren und in der Dialogischen Logik verwendet.

## Gutachter im Promotionsverfahren
Bei einer Promotion hatte oder hat der Promovierende eine These zu vertreten, die er in der Dissertation vorgelegt hat. Gegen diese These wurde in einer mündlichen Disputation, die bis zum 19. Jahrhundert in lateinischer Sprache erfolgte, opponiert. Dies erfolgte von einem oder mehreren Studenten oder Hochschullehrern, die opponentes oder Opponenten genannt wurden, um den Promovenden zu einer Verteidigung seiner Arbeit zu veranlassen und um die Stichhaltigkeit der These auf die Probe zu stellen.
In heutiger Zeit sind die Opponenten die speziell qualifizierten akademischen Fachvertreter der heimischen oder auch einer auswärtigen, oft auch ausländischen, Universität, die die vorgelegte Doktorschrift zum Ende des Dissertationsverfahrens begutachten und ein schriftliches Gutachten vorlegen. Dieses Gutachten wird während der Disputation vorgetragen und die relevanten Fragestellung mit dem Promovenden im Rahmen der Disputation diskutiert.
Die Opponenten können auch Mitglieder der Prüfungskommission sein.

## Dialogische Logik
In der dialogischen Logik bilden Proponent und Opponent die beiden stilisierten Gesprächspartner, die die Wahrheit einer Aussage prüfen.